# Spondee
Een spondee of spondeus (mv. spondeeën) (Oudgrieks: σπονδειος (spondeios), drankoffer) is een versvoet bestaande uit twee beklemtoonde lettergrepen. Men noteert de spondee als — —.
De naam spondee is verwant aan spenderen, en de betekenis van offerdronk stamt van het gebruik van spondeeën in liederen bij drankoffers.
In het Nederlands komt het zelden voor dat een gedicht in zijn geheel uit spondeeën bestaat. De spondee komt dan ook meestal alleen voor in combinatie met een andere versvoet, dikwijls de dactylus. Een voorbeeld van een bekend gedicht dat, op de titel na, volledig uit spondeeën bestaat, is De Mus van Jan Hanlo: 
Tjielp tjielp - tjielp tjielp tjielp
tjielp tjielp tjielp - tjielp tjielp
tjielp tjielp tjielp tjielp tjielp tjielp
tjielp tjielp tjielp
Tjielp 

etc.